# Апаликов, Николай Сергеевич
Никола́й Серге́евич Апа́ликов (род. 26 августа 1982 года, Орск) — российский волейболист, центральный блокирующий, чемпион Игр XXX Олимпиады в Лондоне, заслуженный мастер спорта России.

## Игровая карьера
Начал заниматься волейболом с шести лет под руководством Владимира Васильевича Красникова в Орске. С 1996 года тренировался в Екатеринбурге в школе олимпийского резерва при команде «УЭМ-Изумруд». В 1999 году дебютировал в Суперлиге. С 2007 года выступал за казанское «Динамо-Таттрансгаз» (ныне — «Зенит»).
В 2004 году привлекался во вторую сборную России для участия в Евролиге. Первый официальный матч за национальную команду России провёл 4 июня 2005 года в Евролиге против сборной Эстонии. В том же году сыграл в трёх матчах на чемпионате Европы и выиграл в составе российской команды серебряную медаль.
В 2011 году после успешного клубного сезона, в котором Николай Апаликов в третий раз выиграл золото чемпионата России и занял 4-е место в рейтинге лучших блокирующих чемпионата (96 очков и 0,78 в среднем за сет), он после долгого перерыва снова был вызван в сборную России:
Важным фактором стало то, что я не опускал руки и усердно работал. Владимир Алекно, пришедший в «Зенит» в 2008 году, поверил в меня. Сначала открыл дорогу в клубе — давал много игрового времени, я стал прибавлять. Затем Романыч пригласил в сборную.
В составе сборной России Николай Апаликов стал чемпионом Олимпийских игр в Лондоне, победителем двух турниров Мировой лиги (2011, 2013), Кубка мира (2011) и чемпионата Европы (2013). По состоянию на конец 2014 года на счету Николая было 95 официальных матчей за национальную команду, а в 2015 году он пропустил сезон сборных из-за проблем с плечом.
В сезоне-2014/15 Николай Апаликов выполнял функции капитана казанского «Зенита» и за один год выиграл с командой три титула — обладателя Кубка России, чемпиона страны и победителя Лиги чемпионов. С ноября 2015 года выступал за «Газпром-Югру», затем провёл два сезона в составе кемеровского «Кузбасса». В мае 2018 года перешёл в новосибирский «Локомотив».

## Достижения

### Со сборной России
- Чемпион Игр XXX Олимпиады (2012)
- Чемпион Европы (2013), серебряный призёр чемпионата Европы (2005).
- Победитель Мировой лиги (2011, 2013).
- Обладатель Кубка мира (2011).
- Серебряный призёр Всемирного Кубка чемпионов (2013).

### С клубами
- Шестикратный чемпион России (2008/09, 2009/10, 2010/11, 2011/12, 2013/14, 2014/15), серебряный призёр чемпионата России (1999/00, 2000/01), бронзовый призёр чемпионата России (2002/03, 2007/08, 2012/13).
- Четырёхкратный обладатель Кубка России (2000, 2007, 2009, 2014), финалист Кубка России (2002, 2012), бронзовый призёр Кубка России (2003, 2005, 2008, 2010, 2013).
- Трёхкратный обладатель Суперкубка России (2010, 2011, 2012).
- Трёхкратный победитель Лиги чемпионов (2007/08, 2011/12, 2014/15), серебряный (2010/11) и бронзовый (2012/13) призёр.
- Серебряный призёр Кубка Топ-команд (2000/01).
- Бронзовый призёр Кубка Европейской конфедерации волейбола (2003/04).
- Серебряный (2015) и двукратный бронзовый (2009, 2011) призёр клубного чемпионата мира.

### Личные
- Лучший блокирующий «Финала четырёх» Лиги чемпионов (2011/12).
- Лучший блокирующий «Финала шести» Кубка России (2012).
- Участник Матчей звёзд России (2011, 2012, 2013, февраль 2014, декабрь 2014).

## Награды
- Орден Дружбы (13 августа 2012 года) — за большой вклад в развитие физической культуры и спорта, высокие спортивные достижения на Играх XXX Олимпиады 2012 года в городе Лондоне (Великобритания)[9].
- Заслуженный мастер спорта России (4 мая 2012 года)[10].